# Wołodymyr Utkin
Wołodymyr Iwanowycz Utkin, ukr. Володимир Іванович Уткін, ros. Владимир Иванович Уткин, Władimir Iwanowicz Utkin (ur. 13 maja 1954 w Słonimiu, Białoruska SRR) – ukraiński piłkarz, grający na pozycji obrońcy, trener piłkarski.

## Kariera piłkarska
Wychowanek Dnipra Dniepropetrowsk, w barwach którego rozpoczął karierę piłkarską. Potem występował w klubach Zauralec Kurgan, Szachtior Ekibastuz, Trud Wołkowysk, Dźwina Nowopołock. Zakończył karierę w Chimiku Grodno.

## Kariera trenerska
Po zakończeniu kariery piłkarza rozpoczął pracę szkoleniowca. Ukończył Białoruski Instytut Wychowania Fizycznego. W 1997 roku ukończył Wyższą Szkołę Trenerów w Moskwie. Najpierw pracował jako asystent w klubach Dźwina Nowopołock, Chimik Siewierodonieck, Zoria Ługańsk, Spartak Joszkar-Oła i Wołga Twer. Trenował białoruski Nioman Mosty, a w lipcu 2002 stał na czele FK Smorgonie, którym kierował do 2004. Od kwietnia do maja 2005 prowadził ukraiński klub Olimpija FK AES Jużnoukraińsk. W 2008 stał na czele litewskiej Suduvy Mariampol. W 2009 pomagał trenować JK Sillamäe Kalev. W lutym 2011 dołączył do sztabu szkoleniowego tadżyckiego FK Chodżent, a w sierpniu 2011 roku został mianowany na stanowisko głównego trenera CSKA Pomir Duszanbe. W 2012 został zaproszony do prowadzenia uzbeckiego FK Buxoro.

## Sukcesy i odznaczenia

### Odznaczenia
- tytuł Mistrza Sportu